# Венді Фікс
Венді Фікс (англ. Wendy Fix; нар. 31 січня 1975) — колишня американська тенісистка.
Найвищу одиночну позицію світового рейтингу — 250 місце досягла 24 липня, 2000, парну — 163 місце — 28 лютого, 2000 року.
Здобула 1 одиночний та 3 парні титули.

## Фінали ITF
| турніри $25,000 |
| турніри $10,000 |

### Одиночний розряд: 2 (1–1)
| Результат | Дата            | Турнір                      | Покриття | Суперниця     | Рахунок  |
| --------- | --------------- | --------------------------- | -------- | ------------- | -------- |
| Перемога  | 6 вересня 1998  | Віла-ду-Конде, Португалія   | Тверде   | Даріне Мецова | 6–2, 6–2 |
| Поразка   | 13 вересня 1998 | Повуа-де-Варзін, Португалія | Тверде   | Марта Марреро | 0–6, 0–6 |

### Парний розряд: 4 (3–1)
| Результат | Дата              | Турнір                                     | Покриття | Партнерка         | Суперниці                         | Рахунок            |
| --------- | ----------------- | ------------------------------------------ | -------- | ----------------- | --------------------------------- | ------------------ |
| Перемога  | 23 листопада 1997 | Каракас, Венесуела                         | Тверде   | Каті Шлукебір     | Джоанн Мур Ребекка Єнсен          | 6–7(6–8), 6–4, 5–7 |
| Поразка   | 13 червня 1999    | Гілтон-Гед-Айленд (Південна Кароліна), США | Тверде   | Ліндсей Лі-Вотерс | Ванесса Вебб Дон Бут              | 2–6, 6–4, 3–6      |
| Перемога  | 20 червня 1999    | Маунт-Плезант (Арканзас), США              | Тверде   | Ліндсей Лі-Вотерс | Петра Рампре Дженніфер Гопкінс    | 6–3, 7–6(9–7)      |
| Перемога  | 11 червня 2000    | Гілтон-Гед-Айленд (Південна Кароліна), США | Тверде   | Маніша Малхотра   | Мілагрос Секера Габріела Волекова | 4–6, 6–7(3–7)      |